# Distrito de Rinconada-Llícuar
El distrito de Rinconada-Llícuar es uno de los seis que conforman la provincia de Sechura ubicada en el departamento de Piura en el Norte del Perú.
Desde el punto de vista jerárquico de la Iglesia católica, forma parte de la Arquidiócesis de Piura.

## Historia
El distrito fue creado mediante Ley 15434 el 19 de febrero de 1965, en el primer gobierno del Presidente Fernando Belaúnde Terry.

## Geografía
Tiene una superficie de 19,44 km².

## Autoridades

### Municipales
- 2019 - 2022[3]
  - Alcalde: Walter Martínez Vite, del Movimiento Regional Seguridad y Prosperidad.
  - Regidores:

  1. Bernardo Puescas Flores
  2. Karina Vanessa Martínez Amaya
  3. Kiko Omar Jiménez Ruiz
  4. Rosa Milagros Moscol Pazo
  5. Gerardo Marcos Pazo Saba

Alcaldes anteriores
- 2015-2018:[4] Javier Saba Bancayán, del Movimiento Unión Democrática del Norte (UDN).
- 2011-2014:[5] Walter Martínez Vite, del Movimiento Unidos Construyendo (UC).
- 2007-2010: Walter Martínez Vite.

### Policiales
- Comisario: Sargento PNP .

## Festividades
San Lazaro

## Imágenes de la localidad

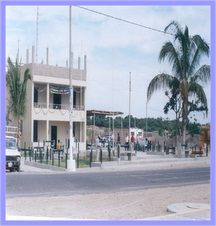
Municipalidad
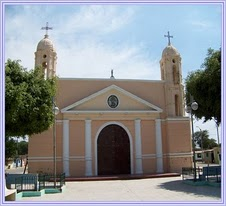
Iglesia Perpetuo Socorro "Rinconada" imagen frontal